# Кастелето По (Павија)
Кастелето По је насеље у Италији у округу Павија, региону Ломбардија.
Према процени из 2011. у насељу је живело 661 становника. Насеље се налази на надморској висини од 65 м.